# Ethel Grandin

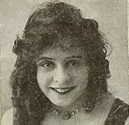
Ethel Grandin en 1912

Ethel Grandin (3 de marzo de 1894 – 28 de septiembre de 1988) fue una actriz teatral y cinematográfica de estadounidense, activa durante la época del cine mudo.

## Biografía
Nacida en la ciudad de Nueva York, empezó como actriz teatral trabajando junto a Joseph Jefferson en la obra Rip van Winkle. Su debut cinematográfico tuvo lugar como protagonista del cortometraje de Independent Moving Pictures Dorothy's Family, en el que actuaba junto a King Baggot, una de las estrellas de la compañía. Su última actuación para el cine tuvo lugar en 1922.
Estuvo casada con el cineasta Ray C. Smallwood desde 1912 hasta la muerte de él en 1964. La pareja tuvo un hijo, Arthur Smallwood, nacido en 1913.  
Ethel Grandin falleció en Woodland Hills, California, en 1988, a los 94 años de edad, por causas naturales. Fue enterrada en el Cementerio Pierce Brothers Valhalla Memorial Park, en North Hollywood. 

## Filmografía completa
- Dorothy's Family (1911)
- Behind the Times, de Thomas H. Ince (1911)
- The Toss of a Coin, de Thomas H. Ince (1911)
- By the House That Jack Built, de Thomas H. Ince (1911)
- The Aggressor, de Thomas H. Ince y George Loane Tucker (1911)
- A Biting Business, de Thomas H. Ince (1911)
- From the Bottom of the Sea (1911)
- Executive Clemency
- Uncle's Visit, de Thomas H. Ince  (1911)
- Bar Z's New Cook, de Thomas H. Ince (1911)
- Cowgirl's Pranks, de Thomas H. Ince (1911)
- The Ranch Girl's Love, de Thomas H. Ince (1912)
- The Kid and the Sleuth, de Thomas H. Inc (1912)
- Love and Jealousy, de Thomas H. Ince (1912)
- A Tenderfoot's Revenge, de Thomas H. Ince (1912)
- Broncho Bill's Love Affair, de Thomas H. Ince  (1912)
- The Deputy's Sweetheart, de Thomas H. Ince (1912)
- War on the Plains, de Thomas H. Ince (1912)
- The Deserter, de Thomas H. Ince (1912)
- The Crisis, de Thomas H. Ince (1912)
- Blazing the Trail, de Thomas H. Ince (1912)
- The Lieutenant's Last Fight, de Thomas H. Ince (1912)
- A Soldier's Honor, de Thomas H. Ince (1912)
- His Message, de Thomas H. Ince (1912)
- The Colonel's Peril, de Thomas H. Ince y Francis Ford (1912)
- His Double Life, de Thomas H. Ince (1912)
- The Desert, de Thomas H. Ince (1912)
- The Gambler and the Girl, de Thomas H. Ince (1912)
- The Garrison Triangle, de Thomas H. Ince (1912)
- The Reckoning, de Thomas H. Ince (1912)
- The Bandit's Gratitude
- Sundered Ties, de Francis Ford (1912)
- The Doctor's Double, de Fred J. Balshofer (1912)
- An Indian Legend, de Charles Giblyn (1912)
- The Sergeant's Boy, de Thomas H. Ince (1912)
- The Vengeance of Fate, de Charles Giblyn (1912)
- The Colonel's Ward, de Thomas H. Ince   (1912)
- The Invaders, de Francis Ford y Thomas H. Ince (1912)
- Blood Will Tell, de Walter Edwards (1912)
- The Prospector's Daughter, de Thomas H. Ince (1912)
- The Law of the West, de Thomas H. Ince (1912)
- A Bluegrass Romance, de Charles Giblyn (1913)
- The Mosaic Law, de Thomas H. Ince (1913)
- When Lincoln Paid, de Francis Ford (1913)
- The Coward's Atonement, de Francis Ford (1913)
- A Frontier Wife, de Francis Ford (1913)
- Texas Kelly at Bay, de Francis Ford (1913)
- A House Divided (1913)
- With Lee in Virginia, de William J. Bauman (1913)
- Pure Gold and Dross
- A Black Conspiracy, de Walter Edwards (1913)
- The Way of a Mother, de Charles Giblyn (1913)
- The Toll of War, de Francis Ford (1913)
- The Spell (1913)
- The Flame in the Ashes, de Frank Morty (1913)
- The Tale of a Fish (1913)
- The Gold Mesh Bag (1913)
- The Shells, de Frank Smith (1913)
- The Manicure (1913)
- The Fatal Verdict, de Frank Smith (1913)
- None But the Brave Deserve the --? (1913)
- The Miser's Son (1913)
- The Bachelor Girls' Club, de Leslie T. Peacocke (1913)
- Borrowed Gold, de Reginald Barker (1913)
- Wynona's Vengeance, de Francis Ford (1913)
- Traffic in Souls, de George Loane Tucker (1913)
- Love vs. Law (1913)
- King the Detective in the Jarvis Case, de King Baggot (1913)
- A New England Idyl, de Walter Edwards (1914)
- Jane Eyre, de Frank Hall Crane (1914)
- The Box Couch (1914)
- Love's Victory, de Frank Hall Crane (1914)
- The Opal Ring, de Frank Hall Crane (1914)
- Forgetting, de Hobart Henley (1914)
- Where There's a Will There's a Way, de Hobart Henley
- Miss Nobody from Nowhere, de Ray C. Smallwood (1914)
- Temper vs. Temper, de Ray C. Smallwood (1914)
- The Dawn of Romance, de George Loane Tucker (1914)
- Beneath the Mask, regia de Edward Gordon (1914)
- The Dawn of the New Day (1914)
- Papa's Darling, de Ray C. Smallwood (1914)
- The Adventures of a Girl Reporter (1914)
- The Adopted Daughter, de Ray C. Smallwood
- The Submarine Spy
- The Burglar and the Mouse
- His Doll Wife
- The Blood Taint
- The Verdict (1915)
- Affinities, de Ray C. Smallwood (1915)
- Tainted Blood (1915)
- The Stolen Will (1915)
- In Her Daddy's Footsteps (1915)
- War at Home (1915)
- The Spider, de Ray C. Smallwood (1915)
- The Stranger (1915
- Her Secret
- The Social Law (1915)
- A Woman's Mistake (1915)
- The Mysterious Visitor (1915)
- The Fashion Shop (1915)
- Wilful Peggy (1915)
- The Price of Ambition
- The Crimson Stain Mystery, de T. Hayes Hunter (1916)
- Pangs of Jealousy (1917)
- The Little Rebel's Sacrifice, de Francis Ford (1917)
- The Silent Prisoner (1917)
- Tit for Tat, de Hobart Henley (1917)
- Garments of Truth, de George D. Baker (1921)
- The Hunch, de George D. Baker (1921)
- A Tailor-Made Man, de Joseph De Grasse (1922)